# 飞行员纪念奖章

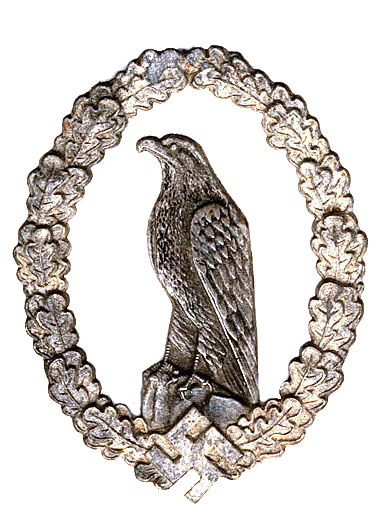
飞行员纪念奖章

飞行员纪念奖章（Flieger-Erinnerungsabzeichen）是纳粹德国军方设立的一枚表彰已退伍的前现役或预备役空军人员的奖章。曾在一战期间作为飞行员服役满4年或在服役满15年后退伍的空军人员有资格获得此章。因飞行事故而残疾的飞行员也能获颁此章。若某一空军人员在执行飞行任务过程中死亡，其亲属则会获得该章。该章的颁发工作在1939年9月1日二战欧洲战事爆发前就已结束。